# Nordumgehung Pasing

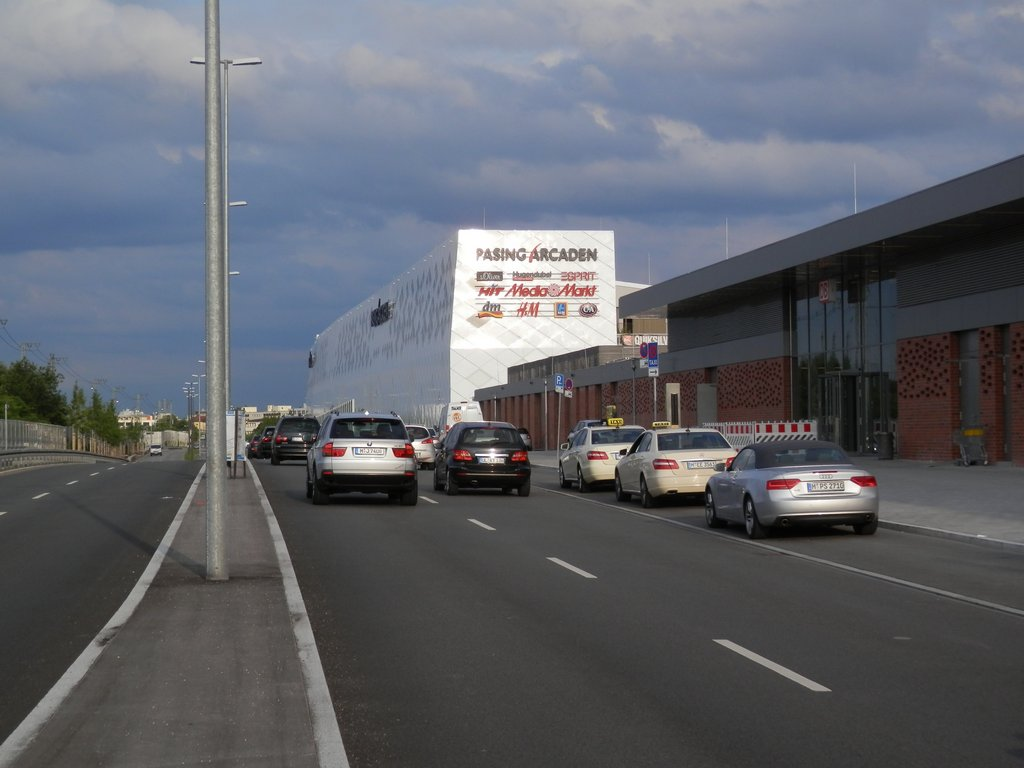
Josef-Felder-Straße (rechts das neue Pasinger Bahnhofsgebäude und die Pasing Arcaden, links die Gleisanlagen)

Die Nordumgehung Pasing ist eine Umgehungsstraße, die die Bundesstraße 2 um den Ortskern von Pasing herumführt.

## Hintergrund
Die B2, die München mit ihrer Funktion als wichtige Nord-Süd-Verbindung tangiert, stellt eine der Haupteinfallstraßen der bayerischen Landeshauptstadt dar. Im westlichen Stadtteil Pasing führte sie bisher über die Bodenseestraße, den Pasinger Marienplatz und die Landsberger Straße bis zur Bundesstraße 2 R, dem Mittleren Ring. Täglich durchqueren etwa 80.000 Fahrzeuge Pasing über die B2.
Zur Entlastung des Zentrums von Pasing und dessen fußgängerfreundlicher Gestaltung wurde die B2 verschwenkt und über die Nordumgehung Pasing (NUP) geleitet. Diese neue Umgehungsstraße, deren Bau 2008 begonnen wurde, wurde im Jahr 2012 für den Verkehr freigegeben.

## Verlauf
Die Nordumgehung Pasing schert westlich des Ortskerns aus dem bisherigen Straßenverlauf nach Norden aus, folgt der Lortzingstraße und führt südlich der Bahn entlang nach Osten weiter. Dabei werden die Bahnhofsanlagen und die Offenbachstraße unter Benutzung bisher brachliegender ehemaliger Güterverkehrs- und Industrieflächen gekreuzt, bis die Straße nach Süden umschwenkt und am Knie wieder auf die Landsberger Straße trifft. Die Landsberger Straße soll in Ost-West-Richtung am Pasinger Marienplatz durchtrennt werden, sodass auf diesem Teilabschnitt nur noch Erschließungsverkehr erwartet wird; die Belastung auf dem zentralen Abschnitt soll nur noch zwischen 2.000 und 10.000 Fahrzeugen täglich betragen. Der vom Verkehr entlastete Pasinger Marienplatz soll umgestaltet werden, eine Fußgängerzone ist zwischen Pasinger Bahnhofsplatz und Landsberger Straße in Gleichmann- und Bäckerstraße vorgesehen.
Die Nordumgehung wird im Bahnhofsbereich oberirdisch zwischen Empfangsgebäude und Bahnsteigen geführt, wobei im Bereich des Empfangsgebäudes Kurzzeitparkplätze, Taxistände und eine Kiss&Ride-Spur vorgesehen sind.
Die neu geschaffene Straße zwischen Landsberger Straße/Am Knie und Lortzingstraße  wurde nach einem Beschluss des Stadtrates vom 1. Oktober 2009 Josef-Felder-Straße benannt.